# Gassendi
Gassendi je priimek več oseb:
- Jean Gassendi, francoski general
- Pierre Gassendi, francoski filozof, fizik, matematik in astronom